# (9010) Candelo
(9010) Candelo – planetoida z grupy pasa głównego asteroid okrążająca Słońce w ciągu 3 lat i 161 dni w średniej odległości 2,28 au. Została odkryta 27 kwietnia 1984 roku w Europejskim Obserwatorium Południowym przez Vincenzo Zappalę. Nazwa planetoidy pochodzi od Candelo, małego włoskiego miasta w północnym Piemoncie. Przed nadaniem nazwy, planetoida nosiła oznaczenie tymczasowe (9010) 1984 HM1.